# Чигриновка (Днепропетровская область)
Чигриновка (укр. Чигринівка) — село, Савровский сельский совет, Пятихатский район, Днепропетровская область, Украина.
Код КОАТУУ — 1224585910. Население по переписи 2001 года составляло 143 человека.

## Географическое положение
Село Чигриновка находится на левом берегу реки Демурина, ниже по течению примыкает село Демурино-Варваровка, на противоположном берегу — село Каменное.
Река в этом месте пересыхает.